# Финлейсон (город, Миннесота)
Финлейсон (англ. Finlayson) — город в округе Пайн, штат Миннесота, США. На площади 7,6 км² (7,1 км² — суша, 0,4 км² — вода), согласно переписи 2002 года, проживают 314 человек. Плотность населения составляет 44,1 чел./км².
- Телефонный код города — 320
- Почтовый индекс — 55735
- FIPS-код города — 27-21122[1]
- GNIS-идентификатор — 0643633[2]